# Сенат Токоя
Сена́т То́коя — Финский сенат, или правительство Великого княжества Финляндского, сформированное 26 марта 1917 года, получил наименование по имени его председателя Оскари Токоя. Функционировал в период с 26 марта по 8 сентября 1917 года. Это предпоследний сенат, подчинённый российскому Временному правительству.
В России происходит Февральская революция. 20 марта 1917 года Временное правительство России издаёт манифест, возвращающий Финляндии все права времён автономии и отменяющий все ограничения периода русификации. Одновременно было дано обещание собрать парламент и провести многочисленные обновления законодательства. В конце марта встал вопрос о том, что будет на месте «сабельного сената». Было предложено дать парламенту право контролировать деятельность правительства, и в соответствии с идеями парламентаризма, выигравшие выборы 1916 года социал-демократы, получили ключевые посты. В буржуазных кругах Финляндии считали всё же лучшим получить такой сенат, в котором представлены все партии. В результате, 26 марта 1917 года было сформировано многопартийное правительство (Сенат). Места в Сенате разделились поровну между Социал-демократической партией Финляндии и буржуазным центром. Из наименования финского Сената было изъято слово «Императорский», председатель экономического отдела стал председателем всего Сената Финляндии. После длительного перерыва 4 апреля собрался и парламент Финляндии.
Сенат взялся решать главные проблемы: независимость Финляндии, обновление государственных законов, закон о запрете спиртного, вопрос о земле. 20 апреля 1917 г. в своей речи перед парламентом председатель сената Оскари Токой заявил о «государственном переустройстве», то есть о независимости.
| Сенаторы                                                   | Задачи                | Партии                                            |
| ---------------------------------------------------------- | --------------------- | ------------------------------------------------- |
| Председатель экономического отдела Оскари Токой            | 26.3.1917 — 8.9.1917  | СДП                                               |
| Руководитель правового отдела Антти Туленхеймо             | 26.3.1917 — 8.9.1917  | Финская партия (старофинны, партия согласия)      |
| Руководитель по гражданским делам Аллан Серласхиус         | 26.3.1917 — 8.9.1917  | Финская партия (старофинны, партия согласия)      |
| Помощник по гражданским делам Юлиус Айлио                  | 26.3.1917 — 8.9.1917  | СДП                                               |
| Руководитель работы палаты Вяйно Вуолиоки                  | 26.3.1917 — 17.8.1917 | СДП                                               |
| Казначей Вяйнё Таннер                                      | 26.3.1917 — 8.9.1917  | СДП                                               |
| Церковь и образование Эмиль Нестор Сетяля                  | 26.3.1917 — 8.9.1917  | Младофинская партия                               |
| Руководитель отдела по сельскому хозяйству Кюёсти Каллио   | 26.3.1917 — 8.9.1917  | Земельный союз (крестьянский союз, аграрная лига) |
| Руководитель отдела транспорта Вяйно Войонмаа              | 26.3.1917 — 8.9.1917  | СДП                                               |
| Руководитель отдела торговли и промышленности Лео Эхронрот | 26.3.1917 — 8.9.1917  | Шведская народная партия                          |
| Помощник отдела торговли и промышленности Матти Паасивуори | 26.3.1917 — 8.9.1917  | СДП                                               |
| Сенатор без портфеля Рудольф Холсти                        | 27.5.1918 — 8.9.1917  | Младофинская партия                               |